# Thorsten Grönfors
Thorsten Gustav Magnus Henning Grönfors (ur. 8 sierpnia 1888 w Lund, zm. 28 maja 1968 w Sztokholmie) – szwedzki tenisista i żeglarz, olimpijczyk.
Brał udział w Letnich Igrzyskach Olimpijskich 1912, gdzie osiągnął czwarte miejsce w grze mieszanej na korcie otwartym w parze z Annie Holmström. W regatach rozegranych na tych samych igrzyskach wystąpił w klasie 8 metrów zajmując 5 pozycję. Załogę jachtu K.S.S.S. tworzyli również Arvid Sjöqvist, Fritz Sjöqvist, Gustaf Månsson, Emil Hagström i Ragnar Gripe.